# Emergency Room – Die Notaufnahme/Staffel 9
Die neunte Staffel der US-amerikanischen Dramaserie Emergency Room – Die Notaufnahme feierte am 26. September 2002 ihre Premiere in den USA auf dem Sender NBC. In Deutschland zeigte der Free-TV-Sender ProSieben die Staffel ab dem 3. September 2003. Diese Seite enthält außerdem zusätzliche Informationen, die sich ausschließlich auf diese Staffel beziehen.

## Zusammenfassung der Handlung
Dr. Corday beschließt zu Staffelbeginn, ihren Aufenthalt in London zu beenden und nach Chicago zurückzukehren. Carter und Lockhart haben sich während der Quarantäne der Notaufnahme ineinander verliebt. Dr. Romano wird durch den Heckrotor eines Rettungshubschraubers ein Unterarm abgetrennt. Weaver erleidet eine Fehlgeburt und leistet einem Stadtratsmitglied mit illegalen Mitteln Hilfe. Ein Chirurgiestudent, der am Parkinson-Syndrom erkrankt ist, beginnt sein Praktikum. Dr. Lewis möchte ihre spontan durchgeführte Hochzeit annullieren lassen. Bei einem Autounfall wird Kovačs Beifahrerin schwer verletzt. Kovač und Carter beginnen im Rahmen eines Projekts der Ärzte ohne Grenzen im afrikanischen Kongo zu arbeiten; dort geraten sie in politische Machtkämpfe und in Lebensgefahr.

## Hauptdarsteller
| Rollenname                    | Schauspieler       | Synchronsprecher   |
| ----------------------------- | ------------------ | ------------------ |
| Dr. John Carter               | Noah Wyle          | Oliver Feld        |
| Dr. Kerry Weaver              | Laura Innes        | Liane Rudolph      |
| Dr. Greg Pratt                | Mekhi Phifer       | Dennis Schmidt-Foß |
| Dr. Elizabeth Coday           | Alex Kingston      | Peggy Sander       |
| Dr. Luka Kovač                | Goran Višnjić      | Klaus-Peter Grap   |
| Oberschwester Abby Lockhart   | Maura Tierney      | Silke Matthias     |
| Dr. Susan Lewis               | Sherry Stringfield | Bettina Weiß       |
| Dr. Jing-Mei („Deborah“) Chen | Ming-Na Wen        | Ghadah Al-Akel     |
| Michael Gallant               | Sharif Atkins      | Markus Pfeiffer    |
| Dr. Robert Romano             | Paul McCrane       | Martin Keßler      |

## Episoden
| Nr. (ges.) | Nr. (St.) | Deutscher Titel                  | Originaltitel                 | Erstausstrahlung USA | Deutschsprachige Erstausstrahlung (D) | Regie                 | Drehbuch                        |
| --- | --------- | -------------------------------- | ----------------------------- | -------------------- | ------------------------------------- | --------------------- | ------------------------------- |
| 180 | 1         | Chaostheorie                     | Chaos Theory                  | 26. Sep. 2002        | 3. Sep. 2003                          | Jonathan Kaplan       | Jack Orman & R. Scott Gemmill   |
| Wegen Pockenverdachts wird das Krankenhaus evakuiert. Carter, Chen, Pratt und Abby werden mit einigen Patienten unter Quarantäne gestellt. Dort kommen Carter und Abby sich näher. Durch einen schrecklichen Unfall während der Evakuierung wird Dr. Romanos Unterarm vom Heckrotor eines Hubschraubers abgetrennt, Luka kämpft daraufhin in der verlassenen Notaufnahme um Romanos Leben, während Susan allein mit einem sterbenden Patienten auf dem Dach zurückbleibt. |           |                                  |                               |                      |                                       |                       |                                 |
| 181 | 2         | Der zweite Tod                   | Dead Again                    | 3. Okt. 2002         | 10. Sep. 2003                         | Richard Thorpe        | Dee Johnson                     |
| Dr. Corday kommt aus England zurück und verliert sofort an ihrem ersten Arbeitstag eine Patientin. Ihre scheinbar emotionslose Reaktion bewirkt allgemeine Verwunderung. Carter gerät erneut mit Pratt aneinander, dessen Ignoranz tragische Folgen für eine Familie hat. |           |                                  |                               |                      |                                       |                       |                                 |
| 182 | 3         | Der Aufstand                     | Insurrection                  | 10. Okt. 2002        | 17. Sep. 2003                         | Charles Haid          | Yahlin Chang & Jack Orman       |
| Susan muss sich mit einem Fall von aktiver Sterbehilfe auseinandersetzen. Nachdem ein Drogensüchtiger das Krankenhauspersonal mit einer Schusswaffe bedroht, fordert Carter von Weaver die Anschaffung von Metalldetektoren im Eingangsbereich. Erst nachdem ein großer Teil des Personals mit Carter in Streik tritt, lenkt sie ein. |           |                                  |                               |                      |                                       |                       |                                 |
| 183 | 4         | Schlagabtausch                   | Walk Like A Man               | 17. Okt. 2002        | 24. Sep. 2003                         | Félix Enríquez Alcalá | David Zabel                     |
| Zwischen Gallant und Pratt kommt es erneut zu Streitigkeiten, dieses Mal im Kampf um zwei schwierige Patienten. Kerrys desaströser Fernsehauftritt schockt die Krankenhausbelegschaft. Später legt sie die Gründe für ihr sonderbares Verhalten offen. Außerdem ernennt sie Abby zur Stationsleiterin. Kovač gerät in die Kritik, als sich ein intimes Zusammentreffen mit der Mutter einer Patientin herumspricht. |           |                                  |                               |                      |                                       |                       |                                 |
| 184 | 5         | Offene Wunden                    | A Hopeless Wound              | 31. Okt. 2002        | 1. Okt. 2003                          | Laura Innes           | Julie Hebert & Joe Sachs        |
| Dr. Corday tröstet Romano, der sich mit der neuen Situation nur schwer abfindet und in Depressionen verfällt. Als er Elizabeth seine Zuneigung zeigt, flüchtet sie. Das Krankenhauspersonal wird durch den intelligenten, einfühlsamen und talentierten Praktikanten Paul Nathan erweitert, der mit einer Parkinson-Erkrankung kämpfen muss. Nachdem auf einer Halloween-Feier ein Feuer ausbricht, werden mehrere, großenteils schwule Opfer eingeliefert. Pratt offenbart seine Abneigung gegen Homosexuelle, was zu weiteren Spannungen führt. |           |                                  |                               |                      |                                       |                       |                                 |
| 185 | 6         | Die Hoffnung stirbt zuletzt      | One Can Only Hope             | 7. Nov. 2002         | 8. Okt. 2003                          | Jonathan Kaplan       | Bruce Miller                    |
| Abbys Bruder Eric taucht in manischem Zustand bei ihr auf und Dr. Corday gerät mit dem neuen Praktikanten Nathan aneinander. |           |                                  |                               |                      |                                       |                       |                                 |
| 186 | 7         | Innere Verletzungen              | Tell Me Where It Hurts        | 14. Nov. 2002        | 15. Okt. 2003                         | Richard Thorpe        | R. Scott Gemmill                |
| Susan verliert mehrere Patienten während einer Schicht und dadurch zusehends an Selbstvertrauen. Chen hilft Carter bei der Kommunikation mit einer chinesischen Patientin, die als illegale Immigrantin von ihrem Arbeitgeber ausgebeutet und missbraucht wird. Abby ist krank vor Sorge, als ihr manisch-depressiver Bruder plötzlich verschwindet. |           |                                  |                               |                      |                                       |                       |                                 |
| 187 | 8         | Weiß wie Schnee                  | First Snowfall                | 21. Nov. 2002        | 22. Okt. 2003                         | Jack Orman            | Jack Orman                      |
| Abby erfährt, dass Eric fahnenflüchtig ist. Als er verhaftet wird, versucht sie verzweifelt, mit der Hilfe von Ex-Offizier Gallant durch die verzweigten und komplexen Militärinstitutionen zu dringen und den Aufenthaltsort ihres Bruders zu erfragen. Ihre Mutter Maggie (ebenfalls manisch-depressiv) möchte sie begleiten, bringt Abby aber nur noch mehr aus dem Konzept. Sie finden Eric schließlich auf einer Militärbasis in Nebraska. Währenddessen erschwert ein plötzlicher starker Schneesturm die Arbeit des Personals in Chicago. |           |                                  |                               |                      |                                       |                       |                                 |
| 188 | 9         | Familienbande                    | Next of Kin                   | 5. Dez. 2002         | 29. Okt. 2003                         | Paul McCrane          | Dee Johnson                     |
| Als Eric sich weigert, seine Krankheit zu akzeptieren und sich behandeln zu lassen, holt Maggie ihn aus der Klinik und verbarrikadiert sich mit ihm in einem Hotel. Das treibt Abby endgültig zur Verzweiflung. Dr. Kovač erreicht einen neuen Tiefpunkt, als er von einer alten Dame ein 10.000 Dollar schweres Trinkgeld für die Behandlung akzeptiert. Nach einem Autounfall stirbt der Fahrer und das Sorgerecht für sein transsexuelles 12-jähriges Kind (biologisch männlich, fühlt sich als Mädchen) wird der Mutter übertragen. Diese hält die Empfindungen ihrer Tochter für abartig. Susan hilft einer Frau, die von ihrem Sohn verprügelt wird. Ein von der jungen, überforderten Mutter in der Notaufnahme abgelegtes Baby weckt schmerzliche Erinnerungen bei Chen. |           |                                  |                               |                      |                                       |                       |                                 |
| 189 | 10        | Im Nachhinein                    | Hindsight                     | 12. Dez. 2002        | 5. Nov. 2003                          | David Nutter          | David Zabel                     |
| Es ist ein schwarzer Tag für Dr. Luka Kovač: Seine wachsende selbstzerstörerische Einstellung mündet in einen Autounfall, bei dem seine Beifahrerin, die Medizinstudentin Harkins, schwer verletzt wird. Anhand vieler Zeitsprünge werden die Geschehnisse gezeigt, die letztlich zu diesem tragischen Unfall führten: Gerüchte über ein illegales Rendezvous (Arzt – Studentin) mit Harkins belasten ihn. Nach einer Weihnachtsfeier bei Susan muss er spontan zum Dienst antreten. Übermüdet und verkatert übersieht er eine akute Leukämie bei einem jungen Mann, der daraufhin schwere Gehirnschäden erleidet. Außerdem beschäftigt er sich mit zwei streitenden alten kroatischen Männern, von denen der eine sechzig Jahre zuvor die Familie des anderen an die Ustascha verriet (Luka vergleicht sie zur Erklärung mit der Gestapo). Die Familie wurde daraufhin fast vollständig ausgelöscht. Dies weckt unwillkürlich Erinnerungen Kovačs an seine eigene schmerzliche Vergangenheit in Kroatien. |           |                                  |                               |                      |                                       |                       |                                 |
| 190 | 11        | Mit etwas Beistand               | A Little Help From My Friends | 9. Jan. 2003         | 12. Nov. 2003                         | Alan J. Levi          | Julie Hebert                    |
| Pratt wird am Eingang zum Krankenhaus mit einer Schusswaffe erwischt. Carter findet heraus, dass er seinen durch eine Schussverletzung am Gehirn geistig behinderten Zieh-Bruder Leon beschützt, und sichert ihm seine Unterstützung zu. Kerry erleidet eine Totgeburt. Luka muss mit den Folgen seiner Fahrlässigkeit zurechtkommen und stellt sich einer internen Fallbesprechung. Außerdem spricht er mit der Mutter des geschädigten Patienten, was Dr. Romano wiederum missfällt, da er eine Klage der Familie fürchtet. Susan wacht über einen Patienten, der verzweifelt gegen seinen Hang zur Pädophilie ankämpft. |           |                                  |                               |                      |                                       |                       |                                 |
| 191 | 12        | Der Stadtheilige                 | A Saint in the City           | 16. Jan. 2003        | 26. Nov. 2003                         | Peggy Rajski          | Arthur Albert & Bruce Miller    |
| Weaver behandelt den einflussreichen Stadtrat John Bright. Während der Untersuchung wird eine Syphilis-Erkrankung entdeckt, die aber auf Drängen des Abgeordneten hin unter der Hand behandelt wird, d. h. ohne Vermerk in seiner Patientenakte. Auch die obligatorische Meldung an die Gesundheitsbehörde geschieht unter falschem Namen. Luka spielt Gott, um einen schwer verletzten Patienten davon zu überreden, von der Seite seiner sterbenden Frau zu weichen, indem er sie kurzzeitig von den Geräten trennt und so künstlich eine Null-Linie erzeugt. |           |                                  |                               |                      |                                       |                       |                                 |
| 192 | 13        | Keine gute Tat bleibt ungestraft | No Good Deed Goes Unpunished  | 30. Jan. 2003        | 17. Dez. 2003                         | Nelson McCormick      | R. Scott Gemmill                |
| Pratt ist sehr von der Sorge um Leon eingenommen, dessen sogenannte Freunde ihn immer wieder in ihre kriminellen Aktivitäten hineinziehen. Weavers Gefallen für Stadtrat Bright hat sich für das Krankenhaus gelohnt, doch dadurch begibt sie sich mehr und mehr in Abhängigkeit von seiner Gunst. Elizabeth wird von dem attraktiven und arroganten neuen Chirurgen Dorset überrumpelt. Romano kann seine physische Einschränkung nicht akzeptieren und lässt seine Studenten eine heikle Operation unter seiner alleinigen Aufsicht durchführen, ohne ihnen helfen zu können. Als sich ein Mädchen einliefern lässt, um sich den Magen auspumpen zu lassen, entrüstet sich Luka über eine allgemein dekadente Grundhaltung in Amerika („Ich sage dir, was eine Ess-Störung ist: Wenn eine Mutter sechs Tage hungert, weil sie das Bisschen, was sie hat, ihren drei Kindern gibt, das ist eine wahre Ess-Störung!“). Er möchte Carter für Ärzte ohne Grenzen gewinnen. Eric nimmt Kontakt zu Abby auf, er zeigt sich einsichtig seine Krankheit betreffend und entschuldigt sich bei ihr für sein Verhalten. Carter entschließt sich, das ihm zur Verfügung stehende Familienvermögen für medizinische Zwecke zu verwenden und unterstützt großzügig einen vermeintlichen Arzt, der sich jedoch als Betrüger offenbart. |           |                                  |                               |                      |                                       |                       |                                 |
| 193 | 14        | Absturz                          | No Strings Attached           | 6. Feb. 2003         | 7. Jan. 2004                          | Jonathan Kaplan       | Dee Johnson                     |
| Die Nachricht vom vermeintlichen Absturz von Erics Flugzeug löst bei Abby ein Chaos der Gefühle aus: Plötzlich erkennt sie in Erics entspanntem und gelösten Verhalten einen Suizid-Plan und in ihrem überraschend positiven Treffen einen Abschied. Romano muss sich endgültig von seiner Karriere als Chirurg verabschieden. Susan wägt gemeinsam mit einem jugendlichen Krebspatienten die Vor- und Nachteile eines Blind Dates ab und behandelt die Opfer eines Autounfalls, bei dem ergründet werden muss, ob die unbeliebte Fahrerin mit Absicht in eine Gruppe ihrer Mitschüler raste, oder ihre Krankheit für den Unfall verantwortlich war. |           |                                  |                               |                      |                                       |                       |                                 |
| 194 | 15        | Der verlorene Sohn               | A Boy Falling Out of the Sky  | 13. Feb. 2003        | 14. Jan. 2004                         | Charles Haid          | R. Scott Gemmill & Yahlin Chang |
| Erics Flugzeug wird unbeschadet gefunden, er selbst aber weiterhin vermisst. Maggie und Abby bangen gemeinsam um das Wohl Erics. Kerry holt Kovač aus seiner Wohnung und setzt ihm eine Frist, in die Notaufnahme zurückzukehren und seine Arbeit wieder aufzunehmen. Kurz bevor sie ihn endgültig entlassen will, nimmt Luka das Angebot an. Ein verzweifelter Versuch Carters, Abby wieder Zuversicht und eine positive Denkweise zu vermitteln, endet mit einem spontanen Heiratsantrag, der jedoch im Lärm eines landenden Hubschraubers beinahe untergeht. |           |                                  |                               |                      |                                       |                       |                                 |
| 195 | 16        | Tausend Kraniche                 | A Thousand Cranes             | 20. Feb. 2003        | 21. Jan. 2004                         | Jonathan Kaplan       | David Zabel                     |
| Das „Magoo’s“ wird überfallen, Luka und Chen finden mehrere Tote und Verletzte. Chen kann eine dürftige Täterbeschreibung liefern, woraufhin Gallant und Pratt von xenophoben Polizisten brutal verhaftet und stundenlang festgehalten werden. Weaver schickt Luka zum Krankenhauspsychiater. Er ist von dieser Idee nicht sehr angetan, erzählt dem Psychiater seine traurige Vergangenheit in wenigen Sätzen und geht dann. Auf dem Weg zum Busbahnhof beschreibt Carter Maggie seine Liebe zu Abby. Sie macht ihm mit ihrer Antwort nicht unbedingt Mut. Ein geradezu perfekt vorbereiteter erneuter Heiratsantrag scheitert dann in letzter Sekunde an Carters plötzlichen Zweifeln. Abby entdeckt kurz darauf zufällig den vorbereiteten Ring seiner Urgroßmutter und kann die merkwürdige Situation nun einordnen. Abby baut ihre Freundschaft mit dem krebskranken Jugendlichen weiter aus und weist auch seine Flirtversuche nicht ab – trotz der eindringlichen Bitte seiner Mutter, den privaten Kontakt zu ihm abzubrechen. |           |                                  |                               |                      |                                       |                       |                                 |
| 196 | 17        | Der Fürsprecher                  | The Advocate                  | 13. März 2003        | 28. Jan. 2004                         | Julie Hebert          | Joe Sachs                       |
| Luka offenbart sein Innerstes: teilweise aus dem Off beschreibt er seine depressiven Empfindungen (während eines Arbeitstages) ähnlich einer Psychotherapie. Carter und Abby sprechen sich aus. Stadtrat Bright bittet Weaver erneut um einen Gefallen: Diesmal geht es um seinen Mitarbeiter und Geliebten, der ebenfalls an Syphilis erkrankt ist und anonym bzw. inoffiziell behandelt werden soll. Als Kerry sich weigern möchte und auf rechtliche Grenzen verweist, erpresst Bright sie mit möglicherweise ausbleibenden Krankenhaussubventionen. Kerry knickt ein, doch die Behandlung hat schwerwiegende Folgen für alle Beteiligten, besonders für ihren jungen Patienten … |           |                                  |                               |                      |                                       |                       |                                 |
| 197 | 18        | Fundsachen                       | Finders Keepers               | 3. Apr. 2003         | 4. Feb. 2004                          | TR Babu Subramaniam   | Dee Johnson                     |
| Dr. Romano muss seine Chefarzt-Stelle an Kerry abtreten. Er selbst bekleidet nun das Amt des leitenden Oberarztes in der Notaufnahme und macht fortan der Belegschaft im Erdgeschoss das Leben zur Hölle. Luka möchte einem kroatischen Jungen mit einem seltenen Herzfehler zu einer Operation in Chicago verhelfen. Für die außergewöhnliche OP ist ein Spezialist notwendig, in Europa ist diese Behandlung nicht im finanzierbaren Rahmen möglich. Doch auch in Amerika stellt sich die Aufnahmeprozedur und die Finanzierung für einen Ausländer ohne Visum oder Green-Card trotz der guten Kontakte als ausgesprochen schwierig dar. Susan ist seit einem Kurzausflug nach Las Vegas mit einem Rettungssanitäter aus Chicago verheiratet. Wieder zu Hause wollen sie die Hochzeit annullieren lassen, doch gleichzeitig kommen sie einander näher. |           |                                  |                               |                      |                                       |                       |                                 |
| 198 | 19        | Veränderungen                    | Things Change                 | 24. Apr. 2003        | 11. Feb. 2004                         | Richard Thorpe        | R. Scott Gemmill                |
| Romano zeigt eine selten sichtbare verletzliche und sensible Seite. Eric taucht wieder auf, von Abby fällt eine schwere Last ab. Carter erhält traurige Nachrichten aus seinem Familienkreis. Luka erhält Besuch von einer Studienfreundin aus Kroatien, der er die chaotischen Verhältnisse in einem typischen amerikanischen Großstadtkrankenhaus vorführt. Die Chirurgin wird spontan in den OP-Alltag eingebunden und kann selbst Hand anlegen. Sie möchte gemeinsam mit Luka einen kroatischen Jungen ins Land schleusen und ihm zu einer seltenen, sehr speziellen Herz-OP verhelfen. |           |                                  |                               |                      |                                       |                       |                                 |
| 199 | 20        | Fremdbestimmt                    | Foreign Affairs               | 1. Mai 2003          | 18. Feb. 2004                         | Jonathan Kaplan       | David Zabel                     |
| Luka kann gegen alle Widerstände ein Team von Ärzten und anderen Unterstützern zusammenführen, die dem schwer kranken kroatischen Jungen die lebensrettende Operation ermöglichen. Eric platzt in die Beerdigung von Carters Großmutter. Abby fühlt sich einerseits verantwortlich für ihren schwierigen Bruder, andererseits will sie dem trauernden John zur Seite stehen. Romano bemerkt zu spät, dass sein Arm beim Wasserkochen Feuer gefangen hat, er erleidet Verbrennungen z. T. dritten Grades. Kovač verabschiedet sich von Abby, er bricht für ein Projekt von Ärzte ohne Grenzen in den vom Krieg und anhaltenden militärischen Konflikten erschütterten Kongo auf. |           |                                  |                               |                      |                                       |                       |                                 |
| 200 | 21        | Tag und Nacht                    | When Night Meets Day          | 8. Mai 2003          | 25. Feb. 2004                         | Jack Orman            | Jack Orman                      |
| Die Kamera folgt abwechselnd Carter während der Tagschicht und Pratt während der darauf folgenden Nachtschicht. Sie behandeln zum Teil dieselben Patienten und bekommen es während einer Sonnenfinsternis mit einem kultischen Massenselbstmord zu tun. Carter, der eigentlich tags darauf mit seinem Vater nach Rio de Janeiro fliegen wollte, durchlebt während dieser letzten Schicht die Hölle auf Erden, während Pratt einige Stunden später verhältnismäßig viele gute Nachrichten überbringen kann. Als sein Vater den geplanten Urlaub absagt, ist Carter mit seinen Kräften endgültig am Ende. Kovač bittet telefonisch um Unterstützung aus der Notaufnahme im Kongo, da die Helfer durch einen Krankheitsfall im Team stark überfordert sind. Da seine Urlaubspläne gescheitert sind und er einen Tapetenwechsel für notwendig hält, lässt Carter alles hinter sich (auch die entgeisterte Abby) und sagt Luka zu. Pratt dagegen ist das Krankenhaus ans Herz gewachsen. Er entschließt sich letztlich dazu, nicht wie geplant zum Mercy Hospital zu wechseln, sondern beim County General zu bleiben. |           |                                  |                               |                      |                                       |                       |                                 |
| 201 | 22        | Kisangani                        | Kisangani                     | 15. Mai 2003         | 3. März 2004                          | Christopher Chulack   | John Wells                      |
| Im Kongo angelangt, ist Carter vom ersten Augenblick an erschlagen von den dortigen Zuständen und wünscht sich fast das Chicagoer Chaos zurück. Er findet jedoch schnell seinen Platz und hat alle Hände voll zu tun. Als er über die schwierigen Bedingungen und die fehlenden Behandlungsmöglichkeiten klagt, hält Luka ihm vor Augen, wie besonders und erfüllend ihre Arbeit sein kann („Wann hast du das letzte Mal an einem Nachmittag zweihundert Leben gerettet, mein Lieber?“). Der Bürgerkrieg ist zwar seit der Aufnahme von Friedensverhandlungen 2002 offiziell zu Ende, dennoch toben vor allem in der Gegend um Kivu weiterhin schwere Kämpfe zwischen Militär und Rebellengruppen, die von einem Krieg kaum zu unterscheiden sind. Als die Truppen einige Tage nach Carters Ankunft auch die Krankenstation erreichen, wird diese fluchtartig evakuiert. Luka erklärt dem völlig verstörten John die Folgen des Krieges für die im Kongo direkt betroffenen Menschen im Unterschied zu der Bedeutung der amerikanischen Kriege für die Bevölkerung ‘zu Hause’. Er offenbart Carter auch seine ganz persönlichen Narben, die der kroatische Krieg in sein Gedächtnis gebrannt hat (siehe Zitat unten). Jeder Tag hier hält für Carter neue schreckliche Überraschungen bereit und er diagnostiziert Krankheiten, die man überall sonst auf der Welt für ausgerottet hält, wie z. B. Polio. Die meisten dieser Krankheiten (z. B. Pertussis) kann das Team auf Grund fehlender Medikamente jedoch nur unzureichend behandeln. |           |                                  |                               |                      |                                       |                       |                                 |

## Zentrale Aussagen
Die Serie Emergency Room – Die Notaufnahme ist unter anderem für ihre Stellungnahmen zu diversen politischen und gesellschaftlichen Streitpunkten (z. B. Homosexualität) bekannt. In dieser Staffel wird dies besonders durch den gebürtigen Kroaten Dr. Luka Kovač deutlich. Dieser hat in seinem Leben schon sehr viel Leid und Armut in einem Maße gesehen und erlebt, das für Menschen aus der westlichen Zivilisation heute kaum noch vorstellbar ist. So äußert er viel hintergründige Kritik an der Lebenseinstellung der Amerikaner, die er z. T. als ausgesprochen dekadent wahrnimmt. Auch während der Szenen in Afrika wird deutlich, dass Kovač schon Dinge erlebt hat, die sich niemand vorstellen kann und möchte (als Gegenbeispiel hier Dr. Carter). Er selbst ist eigentlich froh, in einem in vielerlei Hinsicht so fortschrittlichen Land wie den Staaten leben und arbeiten zu können. Umso mehr erschüttert es ihn, wie wenig die Menschen dort ihr Glück zu schätzen wissen. Dies wird immer wieder als eine unmissverständliche Mahnung an die Zivilbevölkerung und die Politik der „westlichen Welt“ angenommen, sorgsam und dankbar mit dem Geschenk des Wohlstands, der Sicherheit und des Friedens umzugehen.
Das folgende Zitat stammt aus der vollständig im Kongo angesiedelten finalen Episode der neunten Staffel „Kisangani“:

„Luka: ‚Zu Anfang gibt es immer dieses hohle Geschwätz über Nationalbewusstsein und patriotische Parolen. Aber nach ein paar Wochen wird so etwas daraus: Nichts als Tod und Trauer. Diese Menschen wollen nur das, was alle wollen. Genug zu essen für ihre Kinder. Sie wollen, dass sie unbeschwert und glücklich aufwachsen. Es ist ihnen egal, wo genau die Grenze verläuft und wie der nächste Präsident heißt. Sie wollen, dass es aufhört.‘

John: ‚Ehrlich gesagt, ich habe nicht die geringste Ahnung, wie die Politiker hier ticken.‘

Luka: ‚Du bist Amerikaner, Carter. Du glaubst, wenn den Menschen die Chance gegeben wird, die Demokratie einzuführen, ergibt sich alles von selbst.‘

John: ‚Was ist die Alternative? Eine Militärdiktatur oder was?‘

Luka: ‚Ihr führt eure Kriege vom Himmel aus, mit Bomben und Raketen. Und dann kehren eure Flugzeuge auf den Flugzeugträger zurück und die Piloten sehen sich Drew Carey über Satellitenfernsehen an.‘

John: ‚Im Irak sind unsere Soldaten gestorben!‘

Luka: ‚Ja, aber eure Kinder verhungern nicht, wenn ihre Väter irgendwo kämpfen! Eure Frauen werden nicht vergewaltigt! Ich weiß noch, wie damals durch Zeitungsartikel und Fernsehberichte immer klarer wurde, dass ein Krieg bevorstand. Und dann wurde meine Familie ausgelöscht. Ich wusste gar nicht mehr, um was es in diesem Krieg überhaupt ging. Was konnte so wichtig sein? Meine Kinder waren tot.‘“

## DVD-Veröffentlichung
In den USA und Kanada (Region 1) erschien die komplette Staffel am 17. Juli 2008 auf DVD. In Deutschland (Region 2) ist die Staffel seit dem 7. September 2007 erhältlich.

## Auszeichnungen und Nominierungen
Emmy
- nominiert: Bester Ton-Schnitt (Chaostheorie)
- prämiert: Bester Ton-Mix (Chaostheorie)
- nominiert: Bester Gast-Schauspieler (Don Cheadle)
- nominiert: Beste Gast-Schauspielerin (Sally Field)